# Ane Cathrine Knudsen
Ane Cathrine Knudsen, gift Jacobsen, född 25 januari 1819 i Bergen, död 5 januari 1886 i Strømsø i Drammen, var en norsk lärare och barnhemsföreståndare.
Hon var syster till Norges förste Afrika-missionär, Hans Christian Knudsen, och grundade i Drammen 1839 Norges första “Dame-Missionsforening”, det vill säga en missionsförening för kvinnor, och spelade därmed en pionjärroll för kvinnors deltagande inom norsk missionsverksamhet.
År 1840 var Knudsen med och startade Strømsøe Børne-Asyl i Drammen, där hon förblev i styrelsen till 1881. Det var snarast ett daghem för arbetarnas barn, där förutom mat och värme en viss skolundervisning tillhandahölls.
Knudsen gifte sig 1841 med änkemannen, läraren och senare klockaren Andreas Jacobsen (1798–1876) och de fick fyra barn tillsammans.